# Leptochilichthyidae
A Leptochilichthyidae a csontos halak (Osteichthyes) főosztályának sugarasúszójú halak (Actinopterygii) osztályába és a bűzöslazac-alakúak (Osmeriformes) rendjébe tartozó család.

## Rendszerezés
A családba az alábbi 1 nem és 3 faj tartozik
- Leptochilichthys (Garman, 1899) - 3 faj
  - Leptochilichthys agassizii
  - Leptochilichthys microlepis
  - Leptochilichthys pinguis